# Ateles fusciceps rufiventris
El mono araña colombiano (Ateles fusciceps rufiventris) es una subespecie del mono araña de cabeza negra, un tipo de mono del Nuevo Mundo, encontrado en Colombia y Panamá.  Algunas autoridades, como Froelich (1991), Collins y Dubach (2001) y Nieves (2005), no reconocen al mono araña de cabeza negra como una especie distinta y tratan al mono araña colombiano como una subespecie del mono araña de Geoffroy.
El mono araña colombiano vive en bosques secos, bosques húmedos y bosques de niebla, y puede vivir hasta 2000 a 2500 metros sobre el nivel del mar. Es completamente negro con algo de blanco en su barbilla, mientras que el mono araña de cabeza marrón (A. f. fusciceps) tiene un cuerpo negro o marrón y una cabeza marrón.
El mono araña tiene un cuerpo negro y largas extremidades con manos sin pulgares. Tiene una cola prensil y extremadamente flexible, que actúa como un miembro extra. La cola tiene una zona sin pelo en la punta que se utiliza para agarrar. Esta zona sin pelo es única en sus marcas, al igual que la huella dactilar humana. Los monos araña colombianos pueden pesar hasta 9.1 kg (20 libras). La fruta representa el ochenta por ciento de la dieta del mono araña, que también incluye hojas, nueces, semillas, corteza, insectos y flores. Los monos araña contribuyen a la dispersión de semillas no digeridas de las frutas que comen. Este mono vive aproximadamente 24 años.
Los monos araña se encuentran en grupos sociales de hasta 30 individuos; sin embargo, generalmente se dividen en grupos de forrajeo más pequeños de 3 a 4 individuos. Se mueven y trepan por el bosque mediante un movimiento de mano a mano (braquiación).